# Mwakashanhala
Mwakashanhala è una circoscrizione rurale (rural ward) della Tanzania situata nel distretto rurale di Nzega, regione di Tabora. Conta una popolazione di 11 427 abitanti (censimento 2022).